# Franz Kahn (Politiker)
Franz Kahn (* 6. November 1866 in Döllach; † 22. Dezember 1951 in Obergreutschach) war ein österreichischer Landwirt und Politiker.

## Leben
Kahn war der Sohn des Landwirts Franz Kahn (* 11. April 1830; † nach 1893) und dessen Ehefrau Maria geb. Auernig (* 10. August 1846; † 26. Mai 1911). Er war Neffe von Fürstbischof Josef Kahn. Er war römisch-katholisch und heiratete am 13. Februar 1893 Maria Granig (* 4. Februar 1868; † 31. Oktober 1919). Aus der Ehe ging ein Sohn und sechs Töchter (von denen drei jung starben) hervor. Nach dem Tod der ersten Ehefrau heiratete er am 24. November 1924 in zweiter Ehe Anna Suntinger (* 15. Januar 1901; † 10. August 1992).
Kahn besuchte die Volksschule in Döllach und lebte dort als Landwirt und Besitzer des Kröll-Bauernhofes. Zwischen 1913 und 1919 war er Bürgermeister in Döllach im Mölltal. Er war Mitglied des Christlichen Bauernbundes. Nachdem Josef Krampl gesundheitsbedingt sein Mandat niedergelegt hatte, rückte er am 3. Dezember 1918 in die Provisorische Landesversammlung nach. Nach der Gesundung von Josef Krampl legte er am 11. März 1919 das Mandat nieder und Josef Krampl nahm den Sitz im Parlament wieder ein. Er war Mitglied des Wehrausschusses.